# Међународни дан споменика и локалитета
Међународни дан споменика и локалитета познат и као дан свјетске баштине је међународни празник чије обележавање се одржава 18. априла сваке године широм свијета са различитим врстама активности, укључујући посјете споменицима и локалитетима насљеђа, конференције, округле столове и новинске чланке. Сваке године Међународни савјет за споменике и локалитете бира тему, на примјер одрживи туризам 2017. године и рурални пејзажи 2019. године.

## Историјат празника
Међународни дан споменика и локалитета предложио је Међународни савјет за споменике и локалитете (енгл. International Council on Monuments and Sites, ICOMOS; фр. Conseil international des monuments et des sites) (ICOMOS) 18. априла 1982. године, а одобрила га је Генерална скупштина Унеска 1983. године током 22. генералне конференције скупштине. Циљ је промовисање свијести о разноликости културног насљеђа човјечанства, њиховој рањивости и напорима потребним за њихову заштиту и очување.
За 2023. годину изабрана је тема „Промјене насљеђа”.

## Конвенција о заштити свјетске културне и природне баштине
Конвенција о заштити свјетске културне и природне баштине дефинише споменик као:
Споменици: архитектонска дјела, дјела монументалне скулптуре и сликарства, елементи или структуре археолошке природе, натписи, пећински станови и комбинације обиљежја, који су од изузетне универзалне вриједности са становишта историје, умјетности или науке.

## Међународна година споменика
Међународна година споменика била је комеморативни датум који је Унеско установио 1964. године. Имплементацијом тог датума требало је да се боље глобално покрије перцепција споменика као грађевине или историјског мјеста узорног карактера, због његовог значаја у животу, путања друштва/заједнице и њених људи. Постоје споменици који су направљени посебно да славе или подсјећају на неку епизоду, тренутак или карактер наше историје, а стварали су их архитекте, вајари, умјетници итд. Други су остаци прошлости који су преживели вријеме и које је друштво освјештавало као колективне симболе, и као референце сјећања једног народа.